# Mansong Diarra
Mansong Diarra (También conocido como Monzon) fue gobernador del Imperio de Bamana desde 1795 hasta 1808. Hijo del rey Ngolo Diarra, Mansong asumió el trono de Ségou después de la muerte de su padre. Entre sus notables logros esta la toma de Tombuctú (c. 1800).  Su hijo Da Diarra lo sucedió en el trono.

## Biografía
Antes de convertirse en rey, luchó contra su hermano Nianakoro para hacerse con el poder tras la muerte de su padre Ngolo Diarra.
Después de obtener la victoria castigó al rey Desse Coulibaly de Kaarta por apoyar a su hermano. Fue un rey trabajador preocupado por el bien de su reino. Invadió la vecina Kaarta y se apoderó de Guémou.